# Thommie Sjöholm
Thommie Sjöholm, född 8 augusti 1954, är en svensk före detta släggkastare. Han tävlade för IF Göta, KA 2 IF och IK Vikingen.

## Främsta meriter
Sjöholm hade det svenska rekordet i slägga från 1980 till 1982.
Han vann två SM i slägga.

## Karriär
1978 vann Sjöholm SM i slägga, på 63,18.
1980 vann han åter SM, denna gång med ett kast på 66,38. Samma år 23 april (i El Paso) förbättrade han Sune Blomqvists svenska rekord från 1976 (69,54) till 70,52. Han blev därmed förste svensk över 70 meter. Rekordet stod sig till 1982 när Kjell Bystedt slog det.